# Ŝ
Ŝ é a 23.a letra do alfabeto esperanto, representa um som mudo pós-alveolar fricativo e possui a pronúncia de [x ou sh] (como em xadrez ou chama).
Esta letra consiste do "s" latino com um acento circunflexo.